# Río Tumusla
Río Tumusla är ett vattendrag i Bolivia.   Det ligger i departementet Potosí, i den södra delen av landet, 190 km söder om huvudstaden Sucre.
Omgivningarna runt Río Tumusla är i huvudsak ett öppet busklandskap. Runt Río Tumusla är det glesbefolkat, med 8 invånare per kvadratkilometer.